# Traumatologija
Traumatologija (grč. τραῦμα, genitiv τραῦματος: ozljeda, rana + -logija) je grana medicine koja se bavi hitnim prijemom i liječenjem svih nezgoda. Proučava ozljede nastale mehaničkim, kemijskim, fizikalnim i termičkim čimbenicima te zračenjem, a bavi se njihovim sprječavanjem i liječenjem. U većini slučajeva to su prometne nezgode i razne kućne, kao i nezgode na poslu.
Do 20. stoljeća bila je dio kirurgije. Zbog velikoga porasta različitih vrsta specifičnih ozljeda, do kojih su doveli razvoj industrije, mehanizacije rada i sve gušći promet izdvojila se kao posebna grana medicine. Približno 20% ozljeda nastaje u industriji, 20% u prometu, 10% u športu, 6% na poslu, 5% kod kuće, a ostale u igri, u slobodno vrijeme itd. Ozljede u prometu sve više prednjače, poprimaju karakter epidemije i postaju znatan socijalno-medicinski problem zbog visoke smrtnosti i invalidnosti. Opekline uzrokuju dugotrajno bolovanje i razmjerno visoku smrtnost. U većim medicinskim središtima postoje stoga specijalizirane traumatološke bolnice. U Hrvatskoj se traumatologija naglo počela razvijati tijekom i nakon prvoga svjetskog rata, u okviru kirurgije i ortopedije, a prvi hrvatski udžbenik traumatologije napisao je Vatroslav Florschütz 1927. godine. Ratnim ozljedama bavi se ratna kirurgija.